# ラーメン王子
『ラーメン王子』（ラーメンおうじ）は、阿部潤の漫画作品。『コミックチャージ』（角川書店）2007年15号から2008年23号に連載された。監修は大崎裕史。

## 作品概要
イケメンサラリーマン・成宮禎王を中心にしたコメディストーリーと、実在するラーメン屋でラーメンを食べる禎王のレポートを兼ねた作品。食べる時の大げさなリアクションも本作品の特徴の一つである。

## 主な登場人物
成宮 禎王（なるみや さだお）
広告会社・ニッコリ広告社に勤務するサラリーマンで、役職はクリエイティブディレクター。遭難事故に逢い無人島で10年過ごしてきた所をヒメコに救われた。無人島時代に父親が愛読していた本「ラーメン大事典」にのめりこんだ影響で無類のラーメンフリークに。それ以来ずっとラーメンのことを考える時間が多い。旨いラーメンを食べる一口目に「うまラッ!!!」とすぐ絶叫する。ヒメコが出した提案の「給料500円、但し仕事中はラーメン食べ放題」の条件のもと働いている。かつて毒キノコを食べて生死の境を彷徨った経験からキノコが大の苦手だが、ラーメンに入っている場合は食べる事ができる。
京極 ヒメコ（きょうごく ひめこ）
禎王の上司で、役職はプロモーション企画部部長。禎王がつけたキャッチコピーに惚れ込み彼を入社させた張本人。仕事に関しては部下をコキ使うほど厳しく接するがイケメンには目がない。常に禎王と共に行動する機会が多い。
茂手木 サヤカ（もてぎ さやか）
ニッコリ広告社業務推進部所属の女性社員。かわいらしく清楚で気品溢れる外見だが、見た目によらず大食い女王ぶりを見せている。禎王に誘われてからはヒメコと共に行動する機会が殆ど。ちなみに絶叫は「おいすィラッ!!!」

## コミックス
- 第1巻 ISBN 9784047250307 2008年6月5日初版発行
- 第2巻 ISBN 9784047250512 2008年11月5日初版発行